# Deiroderes punctata
Deiroderes punctata är en insektsart som beskrevs av Metcalf och Bruner. Deiroderes punctata ingår i släktet Deiroderes och familjen hornstritar. Inga underarter finns listade i Catalogue of Life.